# Cuapetes tenuipes
Cuapetes tenuipes is een garnalensoort uit de familie van de Palaemonidae. De wetenschappelijke naam van de soort is voor het eerst geldig gepubliceerd in 1898 door Lancelot Alexander Borradaile.